# 23-as busz (Pécs)
A pécsi 23-as jelzésű autóbusz  a Kertvárost és Deindolt köti össze egymással és a belvárossal. Deindol a Mecsekoldalban helyezkedik el, de csuklós buszok is közlekednek erre a részre.

## Története
1946. szeptember 28-án indult járat a Tüzér út és Istenkút között, melyet 1951. április 15-én meghosszabbítottak Deindolig. Az 1960-as években 21-es jelzéssel járat közlekedett Deindolból a Széchenyi téren keresztül Széchenyi aknára. 1965 május 6-ától a nyugati, északnyugati városrész járatai Újmecsekaljáról indultak, ekkor került ide a 23-as végállomása is.

## Útvonala
| Deindol → Uránváros → Árkád → Kertváros → Fagyöngy utca | Fagyöngy utca → Kertváros → Árkád → Uránváros → Deindol |
| --- | --- |
| Deindol – Fábián Béla utca – Magyarürögi út – Páfrány utca – Ürögi fasor – Makay István út – Esztergár Lajos utca – Ybl Miklós utca – Nendtvich Andor út – Athinay utca – József Attila utca – Szabadság utca – Rákóczi út – Alsómalom utca – Alsómalom utca – Árpád híd – Siklósi út – Árnyas út – Táncsics Mihály utca – Málomi út – Aidinger János út – Sztárai Mihály út – Kertváros / Nagy Imre út – Malomvölgyi út – Illyés Gyula út – Fagyöngy utca | Fagyöngy utca – Illyés Gyula út – Malomvölgyi út – Nagy Imre út / Kertváros – Sztárai Mihály út – Aidinger János út – Málomi út – Táncsics Mihály utca – Árnyas út – Siklósi út – Árpád híd – Alsómalom utca – Alsómalom utca – Rákóczi út – Szabadság utca – József Attila utca – Athinay utca – Nendtvich Andor út – Ybl Miklós utca – Esztergár Lajos utca – Makay István út – Ürögi fasor – Páfrány utca – Magyarürögi út – Fábián Béla utca – Deindol |

## Megállóhelyei
| 23 (Deindol – Uránváros – Árkád – Kertváros – Fagyöngy utca)                                  |          |                                     |          |          | |               |
| Perc (↓)                                                                                      | Perc (↓) | Megállóhely                         | Perc (↑) | Perc (↑) | Megállóhelyet érintő járatok | Létesítmények |
| 0                                                                                             | 0        | Deindol végállomás                  | 42       | 19       | 23, 23Y, 107E |               |
| 1                                                                                             | 1        | Istenkút                            | 41       | 18       | 22, 23, 23Y, 107E |               |
| 2                                                                                             | 2        | Ürög felső                          | 40       | 17       | 22, 23, 23Y, 24, 107E · Helyközi autóbuszok |               |
| 3                                                                                             | 3        | Kereszt                             | 39       | 16       | 23, 23Y, 107E |               |
| 4                                                                                             | 4        | Hűvösvölgy                          | 38       | 15       | 23, 23Y, 107E |               |
| 5                                                                                             | 5        | Ürög alsó                           | 37       | 14       | 22, 23, 23Y, 24, 107E · Helyközi autóbuszok |               |
| 6                                                                                             | 6        | Híd                                 | 36       | 13       | 22, 23, 23Y, 24, 107E |               |
| 7                                                                                             | 7        | Pázmány Péter utca                  | 35       | 12       | 22, 23, 23Y, 24, 107E |               |
| 8                                                                                             | 9        | Uránváros végállomás                | 33       | 11       | 1, 2, 2A, 2E, 4, 4Y, 21, 21A, 22, 23, 23Y, 24, 25, 25A, 26, 26A, 27, 27Y, 28, 28A, 28Y, 29, 102, 102Y, 104, 104A, 104E, 104Y, 107E, 121 · Helyközi autóbuszok                                                                                   |               |
| 10                                                                                            | 11       | Olympia Üzletház                    | 31       | 9        | 1, 2, 2A, 2E, 4, 4Y, 21, 21A, 22, 23, 23Y, 24, 102, 102Y, 104, 104A, 104E, 104Y, 121 |               |
| 11                                                                                            | 12       | Mecsek Áruház                       | 30       | 8        | 1, 2, 2A, 2E, 4, 4Y, 21, 21A, 22, 23, 23Y, 24, 102, 102Y, 104, 104A, 104E, 104Y, 121 · Helyközi autóbuszok |               |
| 13                                                                                            | 14       | Nendtvich Andor út, Ybl Miklós utca | 29       | 7        | 22, 23, 23Y, 24 |               |
| 14                                                                                            | 15       | Tüzér utca, Nendtvich Andor út      | 27       | 6        | 22, 23, 23Y, 24, 107E |               |
| 16                                                                                            | 17       | Megyeri tér                         | 25       | 5        | 21, 21A, 22, 23, 23Y, 24, 121 |               |
| 18                                                                                            | 19       | Szabadság utca                      | 23       | 4        | 21, 21A, 22, 23, 23Y, 24, 121 |               |
| 19                                                                                            | 21       | Zsolnay-szobor                      | 22       | 3        | 2, 2A, 2E, 3, 3E, 6, 6E, 7, 7Y, 8, 13Y, 14, 14Y, 22, 23, 23Y, 24, 25, 26, 26A, 27, 27Y, 28, 28A, 28Y, 29, 30, 31, 32, 32Y, 34, 34Y, 35, 35Y, 36, 37, 38, 38Y, 39, 40, 44, 46, 47, 73, 73Y, 102, 102Y, 103, 107E, 109E, 130, 140                 |               |
| 21                                                                                            | 23       | Árkád                               | 20       | 2        | 2, 2A, 2E, 3, 3E, 4, 4Y, 6, 6E, 7, 7Y, 8, 13, 13E, 13Y, 14, 14Y, 15, 15A, 22, 23, 23Y, 24, 25, 26, 26A, 27, 27Y, 28, 28A, 28Y, 29, 30, 33, 38, 38Y, 39, 40, 60, 60Y, 73, 73Y, 102, 102Y, 103, 104, 104A, 104E, 104Y, 107E, 109E, 130, 130A, 140 |               |
| 22                                                                                            | 25       | Rákóczi út                          | ∫        | ∫        | 20, 21, 21A, 22, 23, 23Y, 24, 25, 26, 27, 27Y, 28, 28Y, 29, 33, 38, 38Y, 39, 40, 44, 60, 60A, 60Y, 121, 140 |               |
| 24                                                                                            | 27       | Autóbusz-állomás végállomás         | 17       | 0        | 3, 3E, 6, 6E, 7, 7Y, 8, 20, 21, 21A, 22, 23, 23Y, 24, 41, 41E, 41Y, 42, 42Y, 43, 60, 60A, 60Y, 73, 73Y, 103, 107E, 109E, 121, 130, 130A · Helyközi és távolsági autóbuszok                                                                      |               |
| 26                                                                                            | 29       | Bőrgyár                             | 15       | ∫        | 3, 6, 7, 7Y, 8, 22, 23, 23Y, 24, 33, 41, 41Y, 42, 42Y, 43, 60, 60A, 60Y, 73, 73Y, 103, 130, 130A · Helyközi autóbuszok |               |
| 27                                                                                            | 30       | Béke utca                           | 13       | ∫        | 6, 7, 7Y, 8, 22, 23, 23Y, 24, 41, 41Y, 42, 42Y, 43, 73, 73Y |               |
| 29                                                                                            | 32       | Temető északi kapu                  | 12       | ∫        | 6, 7, 7Y, 8, 22, 23, 23Y, 24, 33, 41, 42Y, 43, 73, 73Y, 142 · Helyközi autóbuszok |               |
| 30                                                                                            | 33       | Árnyas út                           | 10       | ∫        | 3, 3E, 22, 23, 23Y, 24, 33, 60, 60A, 60Y, 103 |               |
| 31                                                                                            | 34       | Enyezd utca                         | 9        | ∫        | 22, 23, 23Y, 24, 33, 60, 60A, 60Y |               |
| 32                                                                                            | 36       | Aidinger János út                   | 7        | ∫        | 1, 7, 7Y, 22, 23, 23Y, 24, 55, 60, 60A, 60Y, 73, 73Y, 107E, 109E, 142 |               |
| 33                                                                                            | 37       | Sztárai Mihály út                   | 6        | ∫        | 1, 7, 7Y, 22, 23, 23Y, 24, 55, 60, 60A, 60Y, 73, 73Y, 107E, 109E, 142 |               |
| 35                                                                                            | ∫        | Kertváros végállomás                | ∫        | ∫        | 3, 3E, 6, 6E, 22, 23, 23Y, 24, 55, 61, 62, 103, 121, 130, 130A · Helyközi autóbuszok |               |
| Egyes járatok a Fagyöngy utcáig közlekednek, ezek a járatok a Kertváros megállót nem érintik. |          |                                     |          |          | |               |
| ∫                                                                                             | 38       | Csontváry utca                      | 5        | ∫        | 1, 3, 3E, 6, 6E, 7, 7Y, 22, 23, 23Y, 24, 55, 60, 60A, 60Y, 61, 62, 73, 73Y, 103, 107E, 109E, 121, 130, 130A, 142 |               |
| ∫                                                                                             | 40       | Tildy Zoltán utca                   | 4        | ∫        | 1, 8, 22, 23, 23Y, 24, 33, 62, 73, 73Y, 109E, 142 |               |
| ∫                                                                                             | 41       | Gadó utca                           | 3        | ∫        | 1, 8, 22, 23, 23Y, 24, 33, 62, 73, 73Y, 109E, 142 |               |
| ∫                                                                                             | 42       | Málom-hegyi út                      | 2        | ∫        | 1, 8, 22, 23, 23Y, 24, 33, 62, 73, 73Y, 109E, 142 |               |
| ∫                                                                                             | 43       | Csipke utca                         | 1        | ∫        | 1, 8, 22, 23, 23Y, 24, 33, 62, 73, 73Y, 109E, 142 |               |
| ∫                                                                                             | 44       | Fagyöngy utca végállomás            | 0        | ∫        | 1, 8, 22, 23, 23Y, 24, 33, 51, 52, 62, 73, 73Y, 109E, 142 |               |